# Индексация (экономика)
Индекса́ция (от лат. index — список, реестр, указатель) в экономике — это средство защиты от инфляции путём привязки суммы договора, кредита, зарплаты, пенсии, пособий, вкладов и т. п. к индексу потребительских цен.

## Виды индексации
Индексация доходов населения — полное или частичное возмещение потерь в доходах, вызванных ростом цен на потребительские товары и услуги.
В мировой практике известны две основные формы индексации доходов населения:
- автоматическая, при которой индексация оплаты труда и других доходов повышается пропорционально росту цен;
- полуавтоматическая (договорная), применяемая в странах Европейского союза. Суть данной индексации заключается в проведении переговоров с работодателями, профсоюзами и представителями государственных органов с привлечением учёных-экспертов. Результатом переговоров являются рекомендации, устанавливающие нижний порог социальной защиты для заключения коллективных договоров.

Индексация вкладов — автоматическое изменение размера процентной ставки, выплачиваемого вкладчику, при изменении общего уровня цен.
Индексация налогов — автоматическое изменение подоходного налога в соответствии с официальным индексом роста цен на потребительские товары или индексом заработной платы.

### Примеры

#### Индексация сметной стоимости
{\displaystyle P_{n}=P_{0}\cdot (1+\sum _{i=1}^{n}CPI_{i})}, где Р — цена проекта в базовом периоде; CPI — индекс потребительских цен.